# Joseph Robert Bernard Boivin
Joseph Robert Bernard Boivin (Montreal, 7 de junho de 1916 — Quebec, 9 de maio de 1985), conhecido por Bernard Boivin, foi um botânico que se destacou no campo da taxonomia e da fitogeografia.

## Biografia
Bernard Boivin cresceu em Montreal, mas passou parte da sua juventude em Les Éboulements. Foi aí que foi introduzido no interesse pela botânica com a ajuda do Flore-manuel de la Province de Québec do padre Louis-Marie Lalonde e, em 1932, com 16 anos, começou o seu herbário.
Em 1937 obteve um B.A. (diplôme ès Art) pelo Collège Sainte-Marie de Montréal, a que se seguiu em 1941 um mestrado (L.Sc., diplôme ès Science) pela Universidade de Montreal. Aí conheceu várias personalidades do mundo da botânica, nomeadamente Marie-Victorin, Jacques Rousseau e Pierre Dansereau.  
Em 1944 obteve o diploma de doutoramento pela Universidade de Harvard sob a orientação de Merritt Lyndon Fernald. Seguidamente trabalhou no Museu Nacional do Canadá, e regressou em 1946 a Harvard como Guggenheim Fellow. Terminada a bolsa, trabalhou no Departamento de Agricultura do Canadá (Agriculture Canada), em Ottawa, de 1948 a 1981. As suas principais colecções de plantas herborizadas estão depositadas no Herbário do Departamento de Agricultura de Ottawa  (Herbário DAO).
Durante este período, os seus interesses botânicos incluíam o ensino, a publicação do seu trabalho para uma flora do Canadá, e artigos sobre as províncias das pradarias canadianas, e monografias sobre Rosa, Thalictrum, Westringia, Pteridophyta, Compositae, e outras. Publicou mais de 170 artigos, incluindo Survey of Canadian herbaria, em Provancheria (10, 1980). Era um taxonomista eloquente, e gerou dois novos termos em inglês na sua Flora of the Prairie Provinces, Part III: dimegueth e isomegueth, ambos colocados na sua chave para a família Compositae. Para além do seu trabalho como cientista do Departamento da Agricultura, o seu interesse pelo ensino levou a que leccionasse brevemente na Université Laval, em 1966-1969, e na Universidade de Toronto, em 1969-1970. 
Após a sua carreira governamental, manteve-se ativo, trabalhando no Herbier Louis-Marie até à sua morte. Para além do seu trabalho profissional, Boivin adorava a história da botânica, e o seu último artigo foi "Botany history", um capítulo integrado na The Canadian Encyclopedia (v. 1, p. 206-207, Edmonton, 1985). Os seus contributos para a história da botânica foram bem apreciados pelos seus empregadores governamentais, que que o apoiaram na preservação dos arquivos históricos do Departamento da Agricultura canadiano. 
As suas contribuições botânicas incluíram trabalhos florísticos e monográficos, incluindo uma descrição do género Thalictrum apresentada para a sua tese de doutoramento. Nos últimos anos, dedicou-se à biografia e bibliografia da botânica canadiana, compilando informações sobre botânicos e a localização de colecções.
Foi membro da Sociedade Real do Canadá.  

## Distinções
Bernard Boisin, entre outras, recebeu as seguintes distinções:
- Bolsa Guggenheim (1946)[1]
- Prix Marie-Victorin (1973)[1]
- Membro da Société royale du Canada (1969)[6]

O nome de Boivin serviu de epónimo na nomenclatura biológica dos seguintes taxa:
- (Acanthaceae) Stenandrium boivinii (S.Moore) Vollesen[7]
- (Brassicaceae) Arabis boivinii G.A.Mulligan[8]
- (Cyatheaceae) Cyathea boivinii Mett. ex Kuhn var. andringitrensis Janssen & Rakotondr.[9]
- (Gentianaceae) Tachiadenus boivinii Humbert ex Klack.[10]
- (Grammitidaceae) Lellingeria boivinii (Mett. ex Kuhn) A.R.Sm. & R.C.Moran[11]